# Камера-обскура

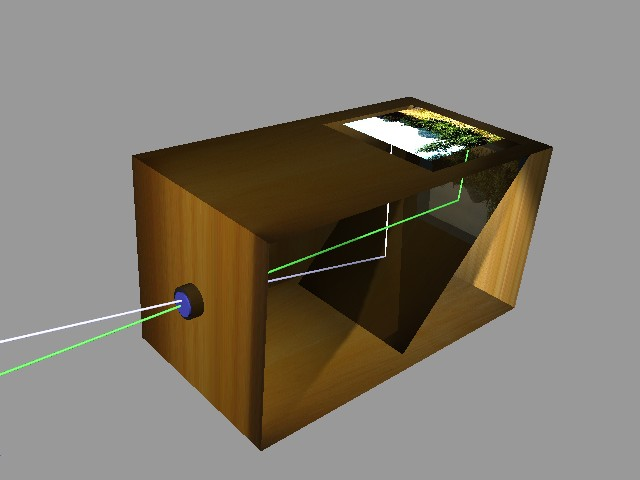
Схема камери-обскури

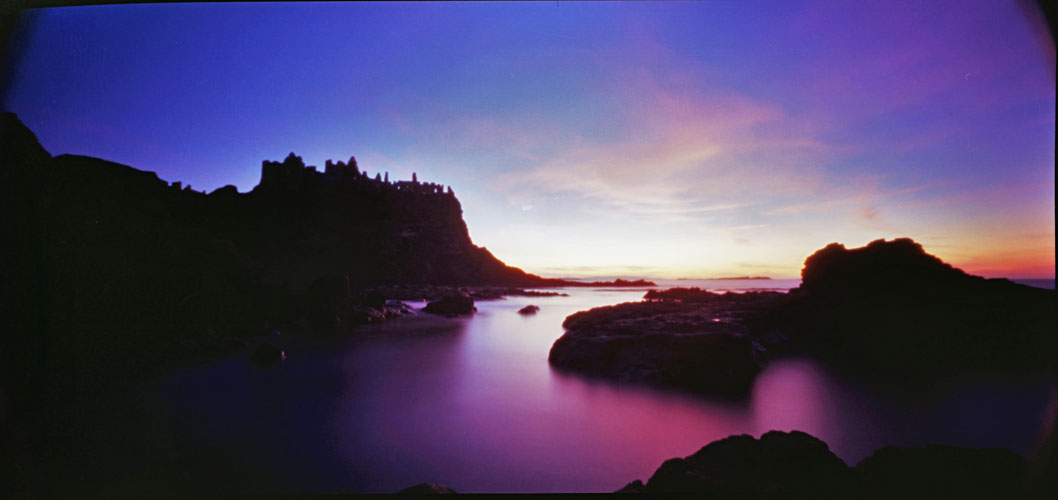
Приклад знімка з камери-обскури. 20-хвилинна витримка.

Ка́мера-обску́ра — це прототип фотографічного апарата, темне приміщення з одним малим отвором (діаметром порядку 0,3-1,0 мм), через який на протилежну стіну проєктується перевернуте зменшене зображення предметів ззовні. 
Діаметр отвору розраховується  за формулою, яку вивів  лорд Релей:
{\displaystyle d=1,9{\sqrt {f\lambda }}}  , де
```
  
d
 – діаметр отвору
  
f
 – відстань від площини отвору до площини зображення
  
λ
 - довжина хвилі світла
```

З достатньою для практичного застосування точністю, діаметр отвору приймається , як 1/250 віддалі 
від площини отвору до площини зображення. 
При цьому забезпечується найкраща якість зображення.

Латиною camera перекладається як кімната, а obscura — темна.
З неї почалася історія фотографії, коли через маленький отвір на папір проєктували зображення предмета.

## Історія
7 січня 1839 р. у Парижі Луї-Жак Дагер продемонстрував свій винахід щодо отримання зображення з використанням камери-обскури, хоча вже в V столітті до н. е. китайський філософ Мі Ті описав виникнення зображення на стіні затемненої кімнати. Згадував про таку камеру і Аристотель у своїй праці "Problemata" (близько 350 року до н.е.). У XIV ст. китайський науковець Чжао Юцінь провів значні досліди з камерою-обскурою, вперше описавши багато явищ, з нею пов'язаних.
Перший точний і повний опис камери-обскури знайдений в одній з неопублікованих праць Леонардо да Вінчі. Вентурі (Venturi) у своїй праці "Про фізико-математичні праці Леонардо да Вінчі" (видана в 1797 році в Парижі) наводить відповідні виписки з твору Леонардо.
Перше математичне обґрунтування принципу дії камери-обскури надав видатний мессинський  математик Мавролікус у своїй праці "Photismi de Lumine et Umbra ad Prespectivam et radiorum incedentiam facientia" (закінчена в 1521 році, а надрукована лише в 1611). У даній праці камера-обскура розглянута з математичної точки зору і приведені теореми, які стосуються питання проходження світла через малі отвори, що свідчить про чітке розуміння автором принципів побудови зображення.
В 1540 році в Німеччині Рейнгольд(Reinhold) і його учні використали камеру-обскуру для спостереження за сонячним затемненням.
Допомагала камера і багатьом художникам, так Ян Вермер з її допомогою досягав в міських пейзажах майже фотографічної достовірності. Це було в XVII столітті, задовго до винаходу фотоапарата. Ймовірно, першим застосував камеру для зарисовок пейзажів Леонардо да Вінчі. Широко серед художників камера-обскура стала використовуватися в XVIII столітті. А до цього, ще в середньовіччя, феодали будували в своїх замках темні кімнати з отворами які  виходили на вулицю, що би  спостерігати, що відбувається за стінами, не встаючи з ложа. Правда, догори ногами.
Камера-обскура дозволяє спостерігати сонячні плями. Ще в середні століття споруджувалися готичні собори, в яких майже щодня можна було спостерігати поверхню сонця. А 18 травня 1607 року Йоганнес Кеплер помилково прийняв зображення маленької темної плямочки на сонячному диску в камері — обскурі за Меркурій.
Перший детальний опис камери-обскури з лінзою приведений у творі венеційця Барбато (Barbato) "La Prattica della Prospettiva", який був виданий в Неаполі в 1568 році. В книзі про математичні і фізичні спостереження, яка була видана в Турині в 1585 році, інший венецієць Джамбатіста Бенедетті знову привів опис камери-обскури з лінзою.
Лінза, яку застосовували Барбато і Бенедетті була плоско-випуклою. Йоганн Кеплер, який досконально вивчив дію камери-обскури як з теоретичної, так і практичної сторони, був першим хто зрозумів переваги складної оптичної системи(яка складалася з ввігнутої і випуклої лінз) над плоско-випуклою.У своїй праці "Dioptrice", яка була видана в 1611 році, приводить принципи рефракції, побудови зображень і розглядає властивості різних типів лінз і їх комбінацій. Кеплер в цій праці також привів теоретичне обґрунтування принципу дії камери-обскури з оптичної точки зору. Але на жаль ця частина його праці не отримала гідного визнання.

## Застосування
У наш час камери-обскури, встановлені в багатьох містах світу, використовуються для науки і освіти, а також заради забави. Фотографії, виконані за допомогою камери-обскури без лінзи, відзначаються м'якістю малюнка, напіврозмитістю, делікатним  контрастом і повною відсутністю дисторсії, властивої складнішим оптичним пристроям. Прилад має нескінченну глибину різкості, але різкість зображення є невисокою. Ближні предмети виходять більш розмитими, ніж віддалені. Для збільшення яскравості і різкості зображення може використовуватися об'єктив.